# 鮑爾縣
鮑爾縣（英語：Power County）是美國愛達荷州東南部的一個縣。面積3,736平方公里。根據美國人口調查局2005年估計，共有人口7,753人。縣治亞美利加瀑布城（American Falls）。
成立於1913年1月30日，以亞美利加瀑布水電廠命名。